# Оттава Редблэкс
«Оттава Редблэкс» (англ. Ottawa RedBlacks, фр. Le Rouge et Noir d'Ottawa) — профессиональный клуб, играющий в канадский футбол и выступающий в Восточном дивизионе Канадской футбольной лиги. Базируется в Оттаве (провинция Онтарио, Канада). Команда была основана в 2010 году, однако начала играть только с 2014 года.
Это третий клуб из Оттавы в истории КФЛ. Предыдущими были «Оттава Раф Райдерс» (1958—1996) и «Оттава Ренегейдз» (2002—2005).